# Tupi (South Cotabato)
Tupi è una municipalità di prima classe delle Filippine, situata nella Provincia di South Cotabato, nella regione di Soccsksargen.
Tupi è formata da 15 baranggay:
- Acmonan
- Bololmala
- Bunao
- Cebuano
- Crossing Rubber
- Kablon
- Kalkam
- Linan
- Lunen
- Miasong
- Palian
- Poblacion
- Polonuling
- Simbo
- Tubeng